# Guapis
Guapis (título original en francés: Mignonnes) es una película dramática escrita y dirigida por Maïmouna Doucouré, en su debut como directora. La película está protagonizada por Fathia Youssouf, Médina El Aidi-Azouni y Maïmouna Gueye, en los papeles principales. Trata sobre una niña musulmana senegalesa que está dividida entre dos lados contrastantes: los valores tradicionales y la cultura de Internet, mientras que también habla sobre la hipersexualización de niñas preadolescentes. Se estrenó en el sector de la Competencia Mundial de Cine Dramático del Festival de Cine de Sundance 2020 el 23 de enero y ganó el Premio del Jurado de Dirección, elogiando el guion de la película.

## Reparto
- Fathia Youssouf como Amy.
- Médina El Aidi-Azouni como Angelica.
- Maïmouna Gueye como Mariam.
- Esther Gohourou como Coumba.
- Ilanah Cami-Goursolas como Jess.
- Myriam Hamma como Yasmine.
- Mbissine Therese Diop como La Tante.
- Demba Diaw como Ismaël.
- Mamadou Samaké como Samba.

## Sinopsis
Amy tiene 11 años y vive en el norte de París con su madre y su hermano pequeño Ismaël. Pertenece a una familia musulmana originaria de Senegal. Amy atestigua impotente el sufrimiento de su madre, a quien la ha abandonado su marido polígamo, que se ha ido en busca de una segunda esposa. La niña también se aburre durante la oración y en general con los valores y prácticas religiosas que su tía intenta transmitirle.
Más adelante, se hace amiga de Angélica, a quien conoce en la lavandería del edificio mientras esta ensayaba. Fascinada por este nuevo universo, comienza a frecuentar a Angélica y a sus amigas, quienes se reúnen debajo de un puente, sobre la vía para peatones y ciclistas. Juntas integran un grupo de baile llamado «Mignonnes» (en francés: Lindas/Bonitas).
Las preadolescentes entrenan para un concurso y no dudan en adoptar los atuendos ligeros a semejanza de las competidoras de más edad. Motivada por el éxito y la búsqueda de reconocimiento en las redes sociales, aún sufriendo por su situación familiar, Amy se vuelve la protagonista del grupo e incorpora gestos de videos pornográficos a la coreografía. 
Tras ser humillada en la escuela, queda confundida y publica una foto comprometedora en redes sociales, lo que despierta el rechazo de sus compañeras. Sin embargo, consigue participar en la competición final en el parque de la Villette, donde la gesticulación excesivamente sugestiva contrasta con su corta edad. Amy rompe a llorar antes de concluir la actuación y se marcha para reunirse con su madre mientras la boda se lleva a cabo. Ella le dice que es libre de asistir o no a la fiesta.

## Producción
La película fue anunciada por la cineasta Maïmouna Doucouné como su debut como directora. Ella saltó a la fama y la prominencia con su galardonado cortometraje de 2015 Maman(s), seleccionado y estrenado en más de 200 festivales internacionales de cine y acreedor también de alrededor de 60 premios en varios de esos festivales. Maïmouna escribió el guion de la película teniendo en cuenta su experiencia de vida como hija de refugiados. El guion finalmente ganó el Premio de Cinematografía Global de Sundance en 2017. Doucouré dice que la idea de la película surgió después de ver un concurso de talentos en París.
El proceso de selección de la película se llevó a cabo durante casi seis meses en los que se audicionaron a 650 candidatas. Fathia Youssouf, una niña de 11 años, fue la elegida para interpretar el papel principal en la película. En enero de 2020, después del estreno de la película en el Festival de Cine de Sundance, Netflix compró los derechos mundiales de la película, excluyendo Francia, para lanzar la película en su plataforma.

## Lanzamiento
La película se estrenó en algunos festivales de cine internacionales, incluido el Festival de Cine de Sundance 2020, el 70° Festival Internacional de Cine de Berlín y originalmente se suponía que tendría su estreno en cines en Francia el 1 de abril de 2020 coincidiendo con el Día de los Inocentes, pero en cines. El estreno se suspendió debido a la pandemia de COVID-19 en Francia. Se estrenó en 40 idiomas. Fue una de las tres películas francesas que se proyectarán en el Festival de Cine de Sundance 2020. En Netflix, se lanzó el 9 de septiembre de 2020, excepto en Francia.

## Controversia
Antes de su lanzamiento en Netflix, el póster promocional y el avance de la película fueron criticados en las redes sociales por sexualizar a niñas de 11 años. En respuesta, Netflix cambió el póster y dijo: «Esta no era una representación precisa de la película, por lo que la imagen y la descripción se actualizaron». El Parents Television Council y varias peticiones de change.org alentaron a Netflix a retirar la película de la plataforma.
El 20 de agosto de 2020, Netflix emitió una disculpa por un póster publicitario que promovía la película que se consideró inapropiado después de una tormenta de críticas por sexualizar a las niñas. Deadline Hollywood informó que Netflix se disculpó en un comunicado y les dijo: «Lamentamos profundamente el material gráfico inapropiado que usamos para Mignonnes/Cuties. No estaba bien, ni era representativo de esta película francesa que se estrenó en Sundance. Hemos actualizado las imágenes y la descripción».
En América Latina, el hashtag #NetflixPedofila se hizo tendencia en Twitter.
La promoción de la película ha provocado críticas por sexualizar a las niñas y "promover la pornografía infantil".

## Premios
| Premiación                | Categoría                       | Resultado |
| ------------------------- | ------------------------------- | --------- |
| Generation Prize          | Mejor película                  | Nominada  |
| Festival de Sundance 2020 | Premio a la dirección dramática | Ganadora  |
| Festival de Sundance 2020 | Gran premio del jurado - Drama  | Nominada  |
| Crystal Bear              | Generation Kplus—Best Film      | Nominada  |